# جويس براون
جويس براون (بالإنجليزية: Joyce Brown)‏ هي لاعبة كرة الشبكة أسترالية، ولدت في 1938.